# Güde (Unternehmen)
Die Güde GmbH & Co. KG ist ein 1979 gegründeter Großhändler von technischen Geräten mit Sitz in Wolpertshausen.

## Geschichte
Der erste Standort wurde 1979 in Mangoldsall, einer Ortschaft von Kupferzell, mit einer Büro- und Lagerfläche von ca. 1.500 m² gegründet. 1991 zog das Unternehmen nach Untermünkheim in den Ortsteil Übrigshausen, wo Hallen mit 10.000 m² Gesamtfläche neu errichtet wurden. Im Jahr 2000 wurde der Firmensitz in Wolpertshausen bezogen. Die auf sieben Hallen verteilte Lagerfläche beträgt nun 36.000 m².

## Struktur
Das Unternehmen unterhält Tochterfirmen in Österreich, Tschechien, Ungarn, Rumänien und der Slowakei und hat Service-Partner in den Niederlanden, Kroatien und Slowenien.

## Sortiment
Unter einheitlichem Logo und im blauen Design werden Holz-, Brennholz- und Metallbearbeitungsgeräte, Elektrowerkzeuge, Gartengeräte, Pumpen, Stromerzeuger und Heizgeräte vertrieben.